# 四季の味
『四季の味』（しきのあじ）は、かつて存在した日本の料理雑誌（季刊誌）。

## 概要
鎌倉書房 より、1973年（昭和48年）春に創刊された。編集長は雑誌『マダム』出身の森須滋郎が務めた。
鎌倉書房での刊行は87号まで続いたが、同社が1994年（平成6年）に倒産したことで、いったん休刊した。1995年（平成7年）、ニューサイエンス社が引き継ぐ形で、刊行が再開される。
2002年より、森須滋郎の長女・八巻元子が4代目編集長に就任した。
2019年夏号（No.97）で再度の休刊となった。

## 主な内容
- 「家庭の味　素人ならではの思いつき」

読者から寄せられたお料理のアイデアを再現するコーナー。平野レミのエッセイが企画の発端とされる。
- 器紹介コーナー

作家ものの器と、作家を紹介。